# کاشی‌ماهی چشم‌برهنه خلیج
کاشی‌ماهی چشم‌برهنه خلیج (نام علمی: Caulolatilus intermedius) نام یک گونه از سرده کاشی‌ماهی‌های آمریکایی است.